# Górki (powiat kielecki)
Górki – wieś w Polsce położona w województwie świętokrzyskim, w powiecie kieleckim, w gminie Pierzchnica.
| SIMC    | Nazwa              | Rodzaj    |
| ------- | ------------------ | --------- |
| 0262131 | Górki Maleszowskie | część wsi |

W latach 1975–1998 miejscowość należała administracyjnie do województwa kieleckiego.
Rejestr poborowy z 1508 r. wzmiankuje, że Górki razem z wsiami Brody i Maleszowa były własnością szlachcica Maleszowskiego. W kolejnym rejestrze z 1540 r. właścicielem wsi był Stanisław Maleszowski. We wsi wymieniono siedmiu kmieci osadzonych na łanie, dwa łany leżały odłogiem, była niewielka sadzawka. 
W czasie Królestwa Kongresowego Górki to folwark w powiecie kieleckim, gmina Szczecno, parafia Lisów. W 1827 r. było tu 20 domów, 103 mieszkańców.
Folwark Górki dopiero w 1879 r. został odłączony od dóbr Maleszowa.